# Ion-Alin Tomoescu
Ion-Alin Tomoescu (n.  ?) este un deputat român, ales în 2024 din partea PSD. 